# Hellgate: London
Hellgate: London è un videogioco di ruolo creato da Bill Roper, noto sviluppatore di videogiochi, famoso nel mondo videoludico per aver partecipato alla creazione di Warcraft, Starcraft e soprattutto di Diablo nella software house Blizzard Entertainment che ha lasciato.

## Trama
La trama è ambientata nella Londra del 2038. Nel sottosuolo della capitale britannica viene aperto un portale extra-dimensionale da cui fuoriescono una quantità enorme di demoni infernali che attaccano il nostro mondo riducendolo nell'oblio. Londra ormai è divenuta un bastione infernale e i cittadini si nascondono ovunque per riuscire a scampare all'orda demoniaca.
Alcuni però si ribellano al giogo delle forze infernali e si uniscono alla società segreta dei templari, un tempo dedita alla ricerca del Santo Graal, ma ora tramutata in un'organizzazione militare che fa un uso combinato di tecnologie avanzate e strumenti sacri e portatori di poteri mistici.

## Modalità di gioco
La struttura di gioco che è stata presentata è un connubio tra gioco di ruolo e sparatutto. Il giocatore sarà portato inizialmente a scegliere una delle sei classi che verranno preposte (due combattive da corpo a corpo, due combattive dotate di armi a distanza e due magiche). A seconda della classe scelta si ha possibilità di utilizzare la visuale in terza o prima persona (alcune classi hanno questa opzione bloccata su l'una o l'altra visuale). Il giocatore inizierà ad esplorare Londra cercando di sopravvivere alle armate di demoni che la infestano, incontrando personaggi con cui parlare e da cui ricevere missioni (quest).
Combattere e portare a termine missioni e proseguire nella storia farà aumentere i punti esperienza del personaggio che, raggiunto un certo traguardo, lo faranno passare di livello e lo porteranno ad ottenere più potenza e nuove abilità.
Un elemento interessante del videogioco sta sulla scelta degli sviluppatori di non ricreare una Londra vera e propria, ma di generare ambientazioni, mappe, nemici ed oggetti diversi ad ogni avvio del gioco, in modo da rendere l'esperienza di gioco sempre nuova.

## Fazioni

### Templari
- Guardiani

I Guardiani sono potenti guerrieri solitamente armati di scudi e spade molto efficaci nel mezzo delle schiere di mostri. Per questo hanno la capacità di attirare a sé i nemici per poi colpirli in massa.
- Mastri di Lame

I Mastri di Lame sono combattenti che si lanciano nella mischia brandendo due armi, solitamente da taglio.
Hanno la capacità di buttarsi nella mischia creando confusione tra i nemici.

### Cabalisti
- Invocatori

Gli invocatori sono cabalisti che riescono a controllare ed evocare demoni. Raramente viaggiano sprovvisti di questi ultimi che confondono e distruggono i nemici.
- Mistici

I Mistici riescono a controllare le energie sovrannaturali che permeano il mondo convogliandole in oggetti catalizzatori che le amplificano. Il loro potere tende principalmente a bruciare, fulminare, avvelenare, stordire e disfare i nemici.

### Cacciatori
- Tiratori Scelti

Guerrieri scelti specialisti nel combattimento a lunga distanza, si adattano facilmente alle situazioni più disparate. Letali in ogni varietà di scenario.
- Ingegneri

Gli Ingegneri sono specialisti della tecnologia, riescono ad applicare le loro conoscenze nella creazione di droni bot e armi. Grazie a questa loro abilità riescono a raggiungere grandi potenze di fuoco.

## Aspetti
Secondo Bill Roper, il videogioco è stato creato ispirandosi a Diablo, un successo della Blizzard che a sua detta, vi avrebbe occupato molto del suo tempo durante la lavorazione.
Coincidono infatti molti elementi, tra cui il concetto dell'avanzata delle tenebre e delle forze demoniache sul mondo umano e i paesaggi dominati dal decadimento e dalla desolazione.
Sul lato tecnico inoltre, sono presenti lo stesso connubio tra gioco di ruolo e azione e l'elemento di ripetibilità della partita, vale a dire l'elaborazione da parte del computer di un paesaggio diverso per ogni partita.

## Accoglienza
Il gioco, molto atteso, è stato tuttavia accolto freddamente dalla critica, che ha fatto notare una certa ripetitività di gioco (dipendente sia dai livelli generati casualmente, che non si differenziano molto fra loro, che dalle quest non troppo varie) e i molti bug presenti nella prima pubblicazione.

## Prospettive future
In data 13 luglio 2008, la compagnia Flagship Studios è stata dichiarata chiusa ed è stato sospeso il servizio di abbonamento.
Il 24 ottobre è stata annunciata la chiusura del gioco, prevista per il 31 gennaio 2009.